# طواف إسبانيا 1998
طواف إسبانيا 1998 هو سباق دراجات هوائية أقيم بتاريخ 6 - 27 سبتمبر، تكون السباق من 22 مرحلة وامتدّ لمسافة 3774 كم بسرعة 40.262 كم/س، استغرق السباق 93 ساعة 44 دقيقة 08 ثانية. فاز به أبراهام أولانو.

## الترتيب
| م                     | الدرّاج         | البلد   | الزمن                     |
| --------------------- | -------------- | ------- | ------------------------- |
| الفائز بالترتيب العام | أبراهام أولانو | إسبانيا | 93 ساعة 44 دقيقة 08 ثانية |